# Орлов, Иван Александрович
Ива́н Алекса́ндрович Орло́в (6 января 1895, Царское Село — 17 июня 1917) — российский летчик-ас истребительной авиации Первой мировой войны. Поручик (1917).

## Биография
Православный. Из дворян. Сын генерал-майора Свиты Александра Афиногеновича Орлова.
Воспитывался в Александровском лицее, а после его окончания поступил в Санкт-Петербургский университет. Увлекался авиацией, сконструировал собственный моноплан «Орлов-1». 13 июня 1914 сдал экзамен на пилота, обучившись на «Фармане-4», и стал членом Императорского Всероссийского аэроклуба. Чтобы освоить высший пилотаж, приобрел «Моран-Ж» и под руководством Александра Раевского обучился мертвым петлям.
С объявлением мобилизации 18 июля 1914 года вступил в службу «охотником» на правах вольноопределяющегося 1-го разряда. С 21 июля 1914 служил в 5-м корпусном авиационном отряде, куда был зачислен рядовым.
За воздушные разведки был награждён тремя Георгиевскими крестами. 22 января 1915 за боевые отличия произведен в прапорщики, а в феврале того же года — переведен в 1-й армейский авиационный отряд. Был награждён орденом Святого Георгия 4-й степени
За то, что находясь в составе 1-го армейского авиационного отряда 15-го августа 1915 г. у Фридрихштадта при исключительно трудных условиях, под дождем и при высоте облаков не выше 175-ти сажен, презрев опасность от сильнейшего ружейного и пулеметного огня, от которого в самом начале уже было несколько пробоин в аппарате, произвел согласно заданию два полета над расположением противника, открыв при этом скрытый в лесу значительный резерв противника. Благодаря смелости летчика и своевременному донесению, командиру 37-го армейского корпуса удалось вовремя принять меры против прорыва противника, который одновременно с форсированием р. Двины мог иметь характер стратегической важности. 16-го октября 1915 г. подпоручик Орлов произвел съемку немецких позиций между оз. Свентен и Ильзен, причем конец съемки был произведен уже на поврежденном аппарате. Указанная съемка во многом способствовала успеху 21-го корпуса при наступлении на указанный участок. 17-го ноября при морозе в 23 градуса и при особо трудных условиях полета, будучи все время под сильным артиллерийским огнём, прорвался сквозь завесу чрезвычайно близких артиллерийских разрывов к Ново-Александровску, где бросил 5 бомб и взорвал там один из артиллерийских складов.

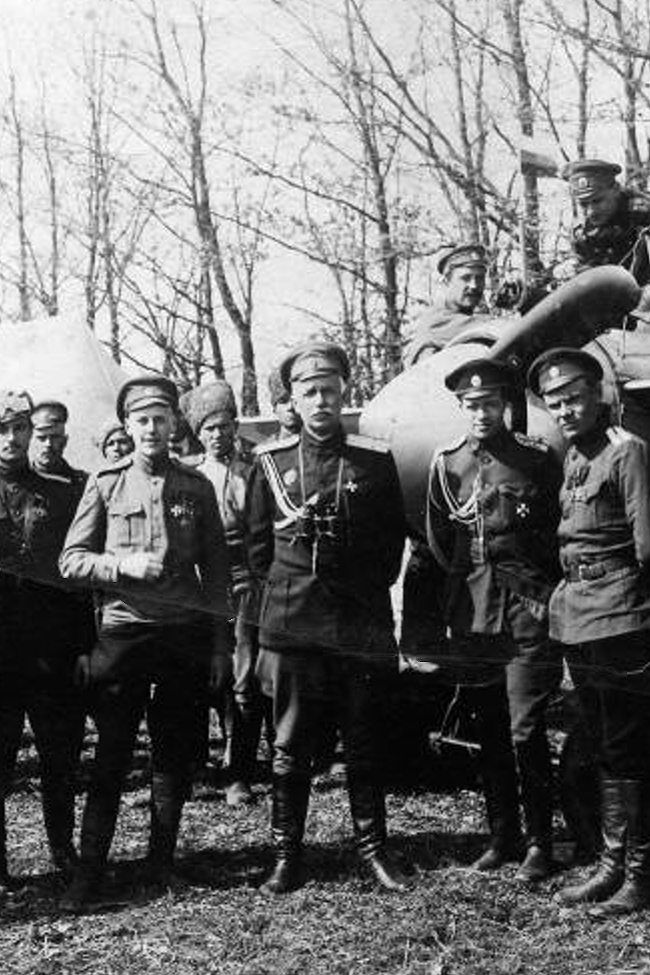
Генерал-майор А. Е. Снесарев на фронте с проверкой в 7-м истребительном авиаотряде И. А. Орлова (справа от генерала). Примерно март 1917 г.

17 ноября 1915, совершая воздушную разведку, был контужен «разорвавшимся вблизи аппарата тяжелым неприятельским снарядом». Через неделю был переведен военным летчиком в 7-й авиационный дивизион, а 25 марта 1916 — назначен командиром 7-го авиационного отряда истребителей. Был награждён Георгиевским оружием
За то, что, 26-го мая 1916 г., на высоте 2500 метров атаковал немецкий «Альбатрос». Продолжая атаку от г. Черткова до занятой противником д. Петликовце-Старе, снизился до высоты 500 метров под огнём противника, убил наблюдателя, ранил летчика и заставил неприятельский аппарат упасть у леса Петликовце-Старе.
Ещё одну победу одержал в паре с прапорщиком Василием Янченко, сбив 12 июня у н.п. Подгайцы австро-венгерский аэроплан-разведчик Aviatik B.III, после вынужденного приземления которого оба члена экипажа были захвачены в плен. 22 сентября 1916 года вновь в паре с В. И. Янченко сбил вражеский самолёт. В ноябре 1916 был командирован во Францию для изучения авиационного дела, встречался с французским асом Гинемером. 5 марта 1917 года вернулся в Петроград.
17 июня 1917 года, на высоте около 3000 метров, вступил в бой с двумя самолётами противника и после короткой перестрелки был смертельно ранен. Самолёт Орлова упал недалеко от местечка Козов. Посмертно был произведен в поручики.
Всего одержал по разным данным 7 или 10 воздушных побед, из них 2 — во Франции. Есть публикации и только о 5 победах воздушного аса.
Погребён на Царскосельском Братском кладбище.  На его могиле установили скромный деревянный крест, но на данный момент точное место захоронения утеряно.

## Память
- В сквере имени Льва Мациевича на бывшем Комендантском аэродроме в Санкт-Петербурге установлен бюст лётчика Ивана Орлова.

## Воинские звания
- Рядовой (27.07.1914)
- Ефрейтор (1.09.1914)
- Младший унтер-офицер (20.09.1914)
- Прапорщик (22.01.1915, за боевые отличия)
- Подпоручик (21.11.1915)
- Поручик (4.09.1917, произведён в чин посмертно)

## Награды
- Георгиевский крест 4-й степени (20.08.1914) «за воздушные разведки в Восточной Пруссии»;
- Георгиевский крест 3-й степени (18.11.1914) «за разведку позиций противника за р. Неман»;
- Орден Святой Анны 4-й ст. с надписью «За храбрость» (23.03.1915) «за восстановление связи 8 ноября 1914 г. между 1-й и 2-й армией под Лодзью»;
- Георгиевский крест 2-й степени (26.03.1915) «за определение обходного движения и переправы на р. Бзуре»;
- Орден Святой Анны 3-й степени с мечами и бантом;
- Орден Святого Станислава 2-й степени с мечами;
- Орден Святого Владимира 4-й ст. с мечами и бантом (ВП 26.10.1915) «за ряд воздушных разведок с бомбометанием»;
- Орден Святого Георгия 4-й ст. (ВП 25.03.1916);
- Орден Святого Станислава 3-й ст. с мечами и бантом (ВП 06.04.1916) «за ряд воздушных разведок в июле 1915 г.»;
- Георгиевское оружие (ПАФ 10.04.1917).

Иностранные
- французский Военный крест с пальмами.